# Francisco de los Cobos y Molina
Francisco de los Cobos y Molina (Úbeda, ca. 1477 - Úbeda, 11 de mayo de 1547) fue caballero de la Orden de Santiago, comendador mayor de León en dicha Orden, adelantado de Cazorla, Contador Mayor de Castilla, Secretario de Estado del emperador Carlos I, Señor de Sabiote, Jimena, Recena, Torres, Canena y Velliza. Innegablemente una de las personalidades más influyentes y poderosas de su época.

## Biografía

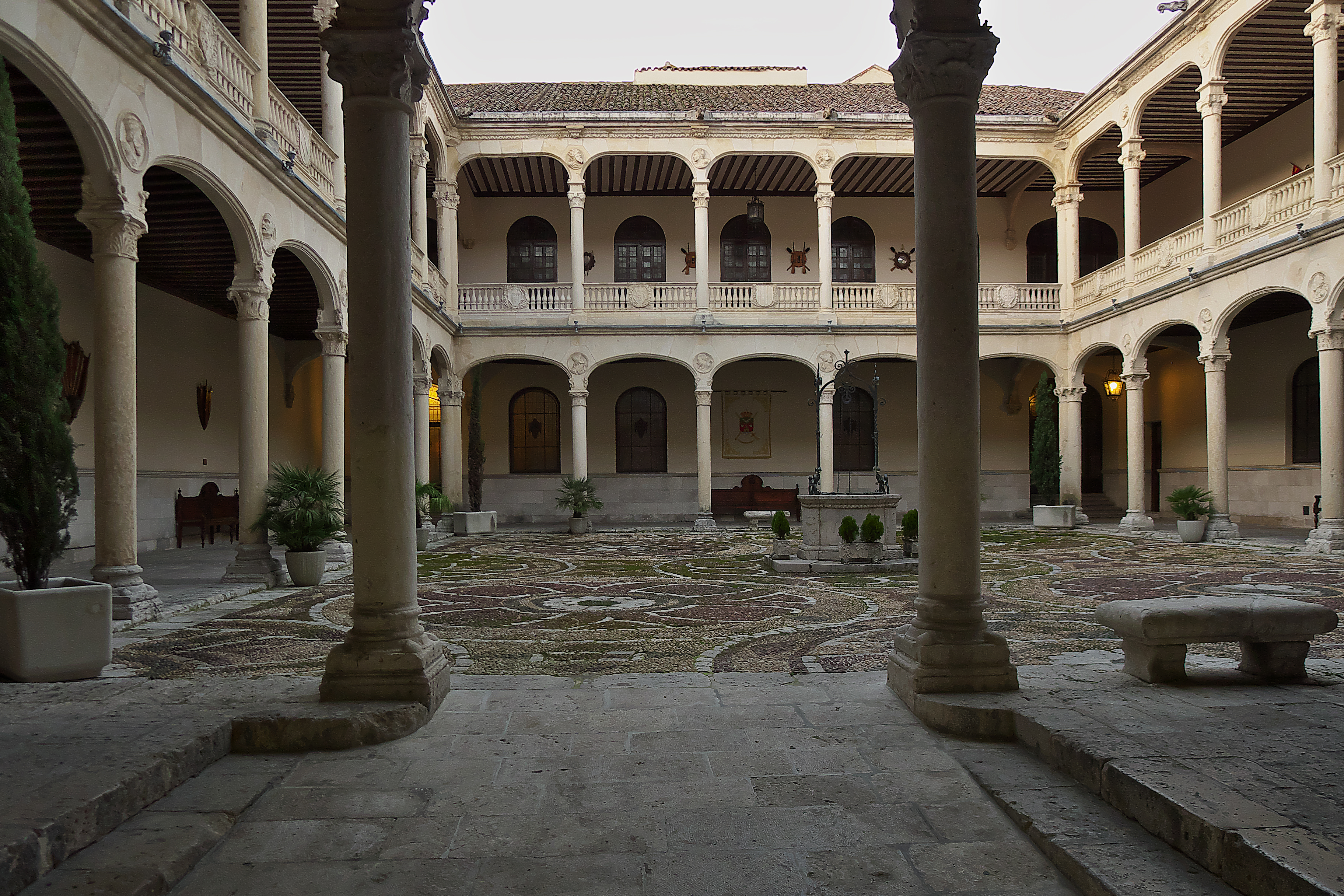
Palacio Real de Valladolid

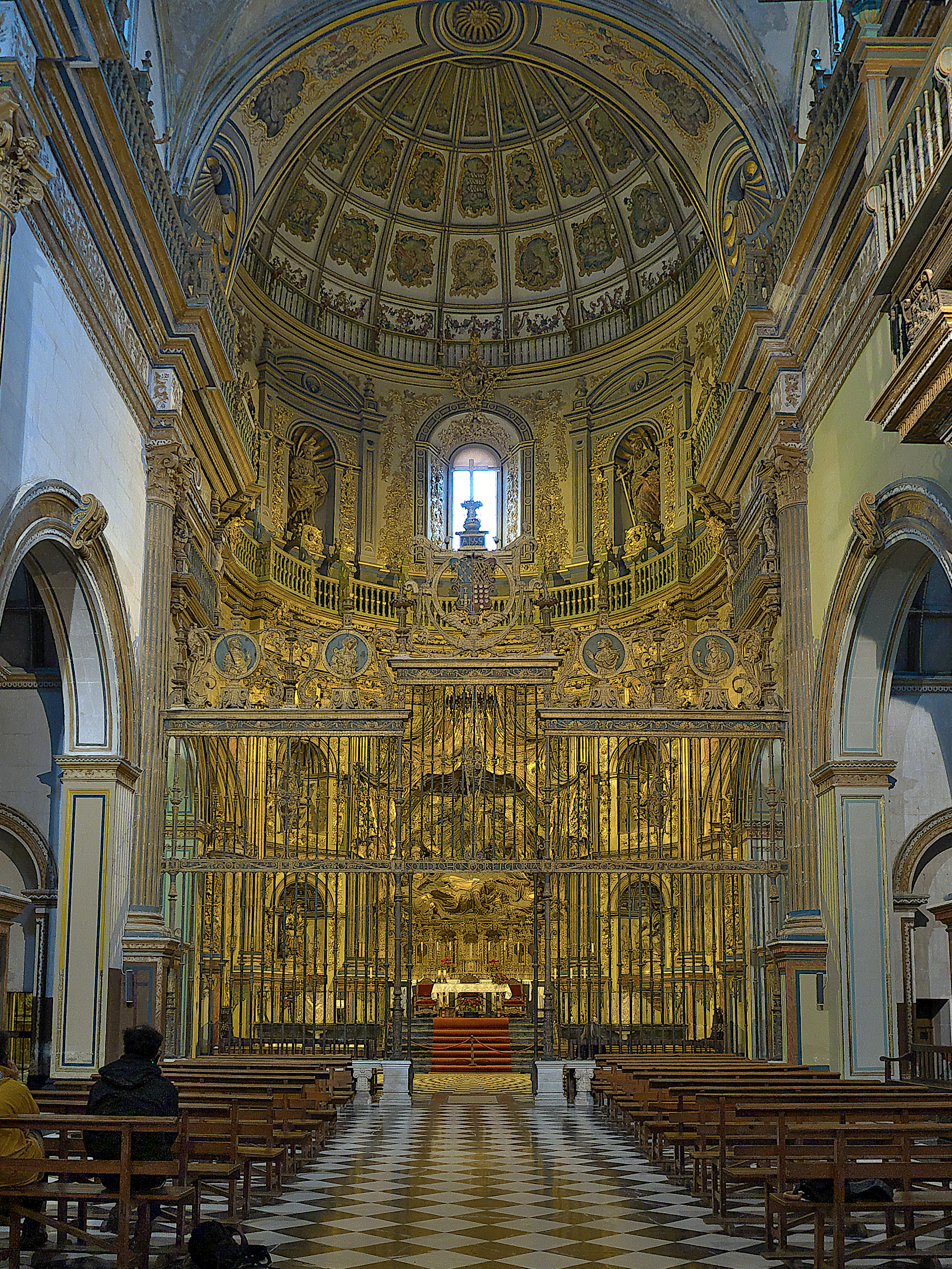
Sacra Capilla del Salvador, Úbeda.

Nacido del linaje de Pedro Rodríguez de los Cobos e hijo de Diego de los Cobos, regente de la citada ciudad, y de Catalina de Molina, de familia noble , a lo largo de su vida experimentó un crecimiento personal, político y económico verdaderamente asombroso.
Siendo aún joven se beneficia de la posición de su tío, Diego Vela y Viedma, contador y secretario de la reina Isabel I de Castilla la Católica, el cual le ofrece un puesto como ayudante en su despacho, donde tendrá su primera aproximación a la burocracia del incipiente imperio. Poco después, pasará al despacho del decano de los secretarios de la Reina, Hernando de Zafra, quien le allanará el camino en la administración. En 1503, estando al servicio de Zafra, es nombrado escribano de cámara. A partir de la muerte de este, en 1507, pasa a trabajar con otro secretario real, Lope de Conchillos, y comienza un vertiginoso y fulgurante ascenso político. Contador de Mayor de Granada (heredado de Zafra) y Regidor de Úbeda en 1508, encargado del registro de concesiones, pagos y mercedes directamente por Fernando el Católico en 1510, Regidor de Granada en 1511, escribano del crimen de Úbeda en 1513. En 1516, a la muerte del rey católico queda como regente de Castilla el Cardenal Cisneros quien llevará a cabo una "limpieza" en la administración. Cobos ha de viajar a Flandes para cortejar a los preceptores y consejeros del nuevo monarca, Carlos I y ganarse su confianza. En ese sentido el viaje resulta todo un éxito, consiguiendo el apoyo de Guillermo de Croy, señor de Chievres, y siendo nombrado así secretario del rey el 12 de diciembre de 1516.
En 1519 adquiere el hábito de la Orden de Santiago. Diez años más tarde es nombrado Comendador Mayor de León para esta orden, máximo cargo que pudo ocupar en ella dada su condición de hidalgo.
En 1520 acompaña al monarca en su viaje a Flandes y Alemania, situándose como el mejor asesor en cuestiones españolas ante el rey. Finalmente es nombrado miembro del Consejo real en 1522. Ese mismo año de 1522 cercano a los cuarenta años, contrae matrimonio con María de Mendoza y Sarmiento, hija de Juan Hurtado de Mendoza y María de Sarmiento, Condes de Rivadavia, de tan solo catorce años (nacida en 1509), De esta manera entronca con otra de las más poderosas familias castellanas del momento, los Mendoza, que habían mantenido fuertes vínculos y alianzas con la monarquía.
A partir de 1528, tras la destitución del canciller Mercurino Gattinara, Francisco de los Cobos se convierte en el hombre de confianza del emperador, que alcanza el cenit de su carrera política con su nombramiento como consejero y secretario del Consejo de Estado en 1529, siendo su consejo imprescindible tanto en la política nacional, como en el plano internacional, lo cual queda patente a partir de 1530. Desde esta fecha y en los ocho años siguientes, tanto él como su colega, el consejero Granvela, acompañarán al emperador allá donde vaya dentro y fuera de las fronteras del imperio. 
Una muestra del poder de Francisco de los Cobos puede encontrarse en lo que sus coetáneos escriben de él. Así, el propio emperador escribe:
"[...] porque veys la confianza que yo hago de Covos y la experyencia quel tiene de mis negocios questa mas informado y tiene mas platica de los que nadye, también en ellos y en las cosas que os pareciere tomar su información y consejo, lo toméis."
El embajador de la República de Venecia deja escrito de Cobos:
"[...] que conoce la naturaleza del César; quizá a ello se debe el predicamento que goza con su Majestad y que éste jamás rechace lo que le pide. Cuando se encuentra con el Emperador, todo pasa por sus manos, y cuando aquel esta ausente, él es el que dirige todos los asuntos de importancia a través del consejo y por su propio juicio."
A él mismo le dedica Antonio Guevara estas palabras:
"Paréceme, señor, os debéis mirar y considerar que sois, que podéis y que tenéis y que valéis, y hallareis que entre los consiliarios sois el mayor, entre los ricos el mayor, entre los que tienen mérito el mayor, entre los afortunados el mayor, entre los de vuestra patria el mayor, entre los secretarios el mayor, entre los comendadores el mayor..."
Como consejero de Estado, acompaña al emperador en su ceremonia de coronación en Bolonia en 1530 y en la campaña de Túnez en 1535.
En el plano personal, es nombrado Caballero de la Orden de Santiago en 1519 y en 1529 es nombrado Comendador Mayor de León de la Orden de Santiago. En este aspecto es de reseñar el innegable afán de acumular riqueza y títulos nobiliarios de Francisco de los Cobos, que consigue ser nombrado de forma vitalicia y hereditaria como Adelantado de Cazorla, y compra las villas de Sabiote en 1537 y Torres en 1538 por un importe aproximado de 100 000 ducados y con unos privilegios y potestades realmente ventajosas. (Privilegio para desmembrar territorios y jurisdicciones, lo cual le permitía no mantener los territorios íntegros, sino vender porciones de los mismos si era menester).
Igualmente consigue como donación la explotación salinera de Nicaragua y adquiere los yacimientos y explotaciones mineras de Vera, Azuaga, Toledo, Navarra, Cartagena y Lorca, además de recibir una prebenda que será el espaldarazo definitivo a sus finanzas: Ensayador mayor de los metales preciosos de la Casa de Contratación de las Indias. Este título le proporcionará una riqueza incalculable, como escribe Hayward Keniston:
"[...] pues solamente de nueva España obtuvo en dos años y medio, un beneficio de más de ocho millones de maravedíes."
(1 ducado = 375 maravedíes)
Además de su ya engrosada renta procedente de su salario como secretario real, del arrendamiento y explotación de sus señoríos, latifundios agrícolas, encomiendas y oficios o cargos públicos de una u otra índole (solo como Comendador Mayor de la Orden de Santiago percibía 55.000 ducados anuales), recibe del emperador la potestad para percibir los tributos sobre el abastecimiento de carnes de Úbeda y sobre el tabaco de toda Andalucía.
A partir del primer cuarto del siglo XVI, Cobos empieza a enfrentarse con las dificultades económicas derivadas de las costosas guerras europeas que mantiene Carlos I en Europa contra Francia y en la península itálica. Estas dificultades irán acrecentándose hasta el final de su carrera y no verán solución, por lo que el problema pasará al sucesor del emperador.
En 1539 y 1545 los compromisos del emperador le hacen dejar la regencia de las posesiones peninsulares en su hijo, el futuro Felipe II, incluyendo entre sus recomendaciones seguir los consejos de Francisco de los Cobos.
En febrero de 1547, Francisco de los Cobos se retira a su ciudad natal aquejado de una enfermedad que complicará su último año de vida. Finalmente fallece en Úbeda el 10 de mayo de ese año.
El mayorazgo establecido a su muerte será heredado por su hijo varón Diego de los Cobos Mendoza, quien recibirá del emperador el título de Marqués de Camarasa sobre el señorío de su esposa Francisca Luisa de Luna en 1543.

## Mecenas y coleccionista
Hay otra faceta en la que Francisco de los Cobos se destaca especialmente: El mecenazgo y apoyo al arte. Si bien detrás del mismo no existe verdadera devoción artística, sino una clara intención de acumular obras valiosas, su actitud tiene una influencia decisiva, como se verá, gracias a su contacto con Italia, fruto de su cargo.
En 1529, Cobos forma parte del séquito que acompaña a Carlos V en su viaje a Italia para ser coronado por el Papa. Este viaje tiene una gran influencia en el impulso patrocinador de Cobos, que logra en enero de 1530 que Clemente VII le apruebe la fundación de una capilla en Úbeda. Impresionado por los frescos del refectorio anejo a la iglesia de San Salvador en Bolonia, Cobos quiso contratar a sus dos autores, Bartolomeo da Bagnacavallo y Biagio Pupini, para su propia casa en Valladolid, aunque el acuerdo nunca llegó a firmarse. Más tarde, encargará a otros dos pintores embellecer sus casas de Valladolid y Úbeda.

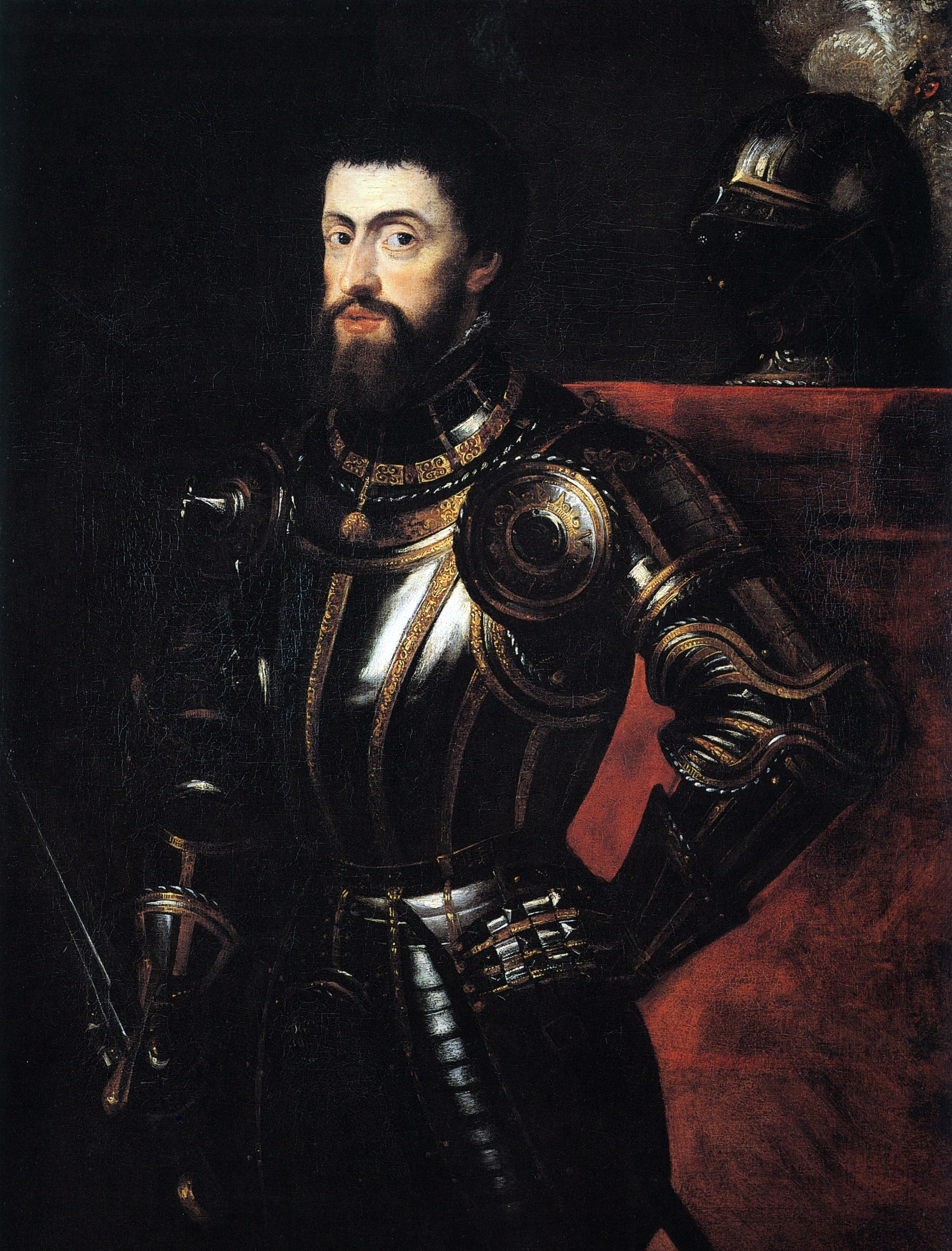
Retrato de Carlos V de Rubens a partir de uno de Tiziano

En 1530 se encuentra con Tiziano por primera vez, pero no prestó mucha atención al artista. Entonces, el artista italiano pintó un cuadro de Carlos V, el primero que el italiano haría del soberano, pero el emperador no queda del todo satisfecho. El retrato se ha perdido y sólo podemos conjeturar sobre su apariencia por una entalladura de Giovanni Brito y una copia de Rubens (Yorkshire, Nidd Hall, Colección Lord Mountgarret). En ambas imágenes Carlos aparece con armadura sosteniendo una espada. El original se perdió en el incendio del Alcázar de Madrid de 1734.
A finales de 1532, Cobos vuelve a encontrarse con Tiziano en Italia. A raíz de este encuentro, el Comendador intercederá por el artista ante el Emperador, y fruto de esta mediación surgirá el cuadro Carlos V con perro. 

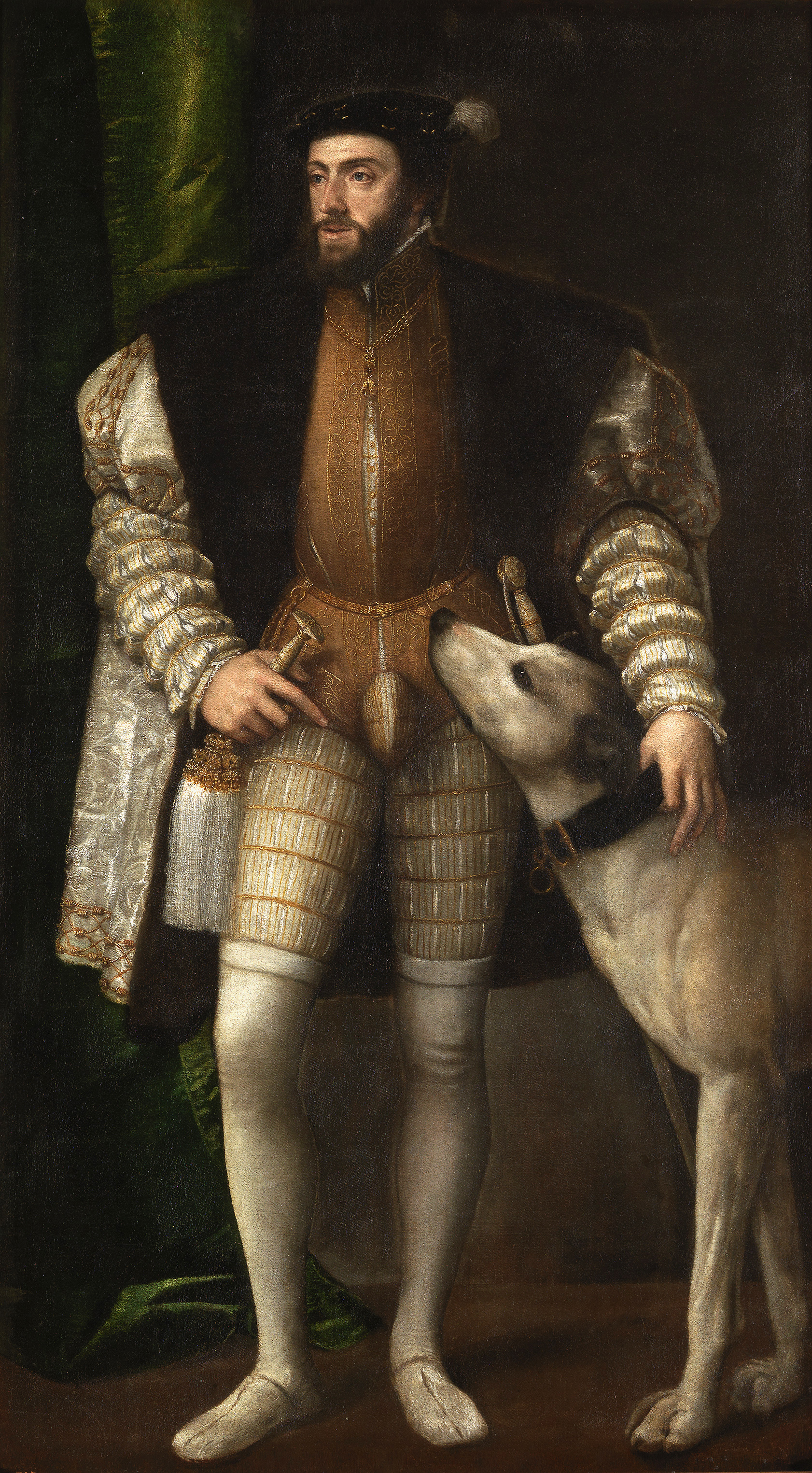
Carlos V con perro. Tiziano, 1532/33, Museo del Prado.

En esta segunda ocasión, la buena impresión que causará este retrato hace que el pintor sea nombrado Caballero de la Espuela de Oro y Conde Palatino, además de pasar a ser el pintor predilecto del Emperador.
Desde 1521 en que recibe del Emperador en Colonia su primer regalo (cuatro cabezas de vírgenes martirizadas con su correspondiente cédula de autenticidad, que pasarían a la Sacra Capilla del Salvador de Úbeda), Francisco de los Cobos, debido a su cargo, recibirá numerosísimos obsequios que, unidos a sus adquisiciones, conformarán una impresionante colección artística. En 1533 Ferrante Gonzaga, duque de Mantua, encarga a Sebastiano del Piombo un cuadro para Cobos de una Madonna a guisa di quella della febre de Miguel Ángel, que no será concluido ni entregado a Cobos hasta 1539. Se trata de la hoy famosa Piedad de Úbeda, perteneciente ahora a la casa de Medinaceli y que se halla expuesta en depósito en el Museo del Prado, tras haber colgado en la Casa de Pilatos sevillana. Cabe destacar que esta obra estaba realizada sobre una gran plancha de pizarra y enmarcada en piedra, lo que suponía un grave problema para el transporte, por lo que hubo de fletarse una fragata expresamente para su traslado a España. En 1536 recibe del Consejo Municipal de Lucca un obsequio consistente, además de en trajes y dinero en metálico, en una serie de pinturas que resultan muy apreciadas por el Comendador. No obstante, estas obras se pierden en su traslado a España al naufragar la galera que las transportaba. La lista de obras sería tan interminable, como incalculable el valor de las mismas.
Entre su colección había retratos de miembros de las casas reales europeas, así como de los antepasados de su esposa, Diego de Mendoza y Pedro González de Mendoza. Además incluía otros objetos exóticos, obsequiados por Hernán Cortés y Pizarro, traídos de los tesoros de los reinos recién conquistados en América. Tal es el caso del manuscrito azteca encuadernado en piel de tigre que el Comendador entrega al historiador Giovio en su visita a Nápoles.
Pese a lo dicho hasta aquí, el escaso valor que Francisco de los Cobos otorga al arte se manifiesta en su documento de Mayorazgo, un inventario de los bienes que cede a su primogénito, Diego de los Cobos y Mendoza, en el que no se lega ni una sola obra artística, a pesar de existir en su haber una ingente colección de arte, en la que podría haber algunos cuadros de Tiziano. Como nota anecdótica, cabe citar que tras una interminable lista de títulos, terrenos e inmuebles, aparece en primer lugar una "cama de estado" con una prolija descripción, ocho tapices de colgar y tres alfombras que habían pertenecido a Barbarroja, posiblemente regalo del Emperador.
Tras la muerte de Francisco de los Cobos, se realizan en varias ocasiones inventarios de la fabulosa colección de arte, como los efectuados en 1563, 1568 y 1586 solo para inventariar los bienes pertenecientes a la Sacra Capilla del Salvador, en la Iglesia de Úbeda. Lamentablemente, a pesar de que el volumen de obras inscritas es ingente, se hace escasa o nula descripción de las mismas. Dado que a la capilla solo se donaban los objetos de alguna significación religiosa, podemos hacernos una idea de la magnificencia de la colección privada que decoraría ricamente sus palacios en Úbeda, Valladolid y otras plazas en que la familia Cobos poseía inmuebles. Entre el ajuar litúrgico de la citada capilla, además de obras de orfebrería en oro y plata de grandes dimensiones, inmejorable factura y gran valor, se encuentra la citada Pietá de Sebastiano del Piombo o una pieza «donde se ve en el altar mayor un San Juan niño de alabastro (que dizen le presentó el Senado Veneciano) joya de excelente escultura» según palabras de Gonzalo Argote de Molina en torno a 1570 y mencionado en una disputa entre la diócesis y la familia del fallecido Comendador, como queda registrado:
"Yten si saben que demás de lo contenido en la quinta y sesta pregunta deste ynterrogatorio ansimesmo el dho. comendador mayor y la dha. doña Maria de Mendoza su muger an dado y donado a la dha. capilla de la concepción e iglesia de san salvador muchas reliquias de grande valor y estimación y un San Juan Baptista de alabastro ymagen de grandisima devoción y la talla desta vista por grandes maestros que an ydo a la dha. ciudad de Úbeda y rodeado munchas tierras solo por la ber dizen y an dicho que es pieça de ynestimable valor por la gran perfección que tiene..."
Algo después de fallecer Francisco de los Cobos, Gonzalo Argote y Molina señala en una biografía del primero, al hablar de la capilla del Salvador mencionada:
"[...] donde se ve en el altar mayor un San Juan niño de alabastro (que dizen le presentó -a Cobos- el Senado Veneciano) joya de excelente escultura"
El citado San Juan niño fue atribuido hacia 1930 por Manuel Gómez-Moreno al artista florentino Miguel Ángel, quien, en torno a 1495 se sabe realizó una imagen de estas características para Lorenzo Pierfrancesco de Medici. No era segura su autoría, aunque su estilo se asemeja bastante. Por desgracia, esta pieza resultó seriamente dañada en la guerra civil española, perdiéndose algunos de sus fragmentos, si bien las partes conservadas fueron remitidas a Florencia en 1995 para intentar su restauración. Finalmente la obra, confirmada su autoría a Miguel Ángel, se ha recompuesto en 2013 tras un complejo trabajo de reconstrucción y actualmente se prepara su emplazamiento definitivo en la Sacra Capilla del Salvador, para volver a ser expuesta.
Como puede apreciarse, la riqueza del ajuar de la capilla-panteón de Úbeda era inconmensurable y el resto de la colección personal estaba al mismo nivel.

## Matrimonio y descendencia
Casó en Valladolid el 20 de octubre de 1522 con doña María Hurtado de Mendoza y Sarmiento, nacida en Castrojeriz (Burgos) hacia 1508 y fallecida en Valladolid el 10 de febrero de 1587, condesa de Castrogeriz y VII condesa de Ribadavia, hija del Adelantado Mayor de Galicia don Juan de Mendoza. Fueron hijos: 
- Diego de los Cobos y Mendoza, I marqués de Camarasa, que sigue. Casó:

1. En 1543 con Francisca Luisa de Luna
2. En 1579 con Leonor Sarmiento de Mendoza, VI condesa de Ribadavia, hija de un primo carnal

- María de los Cobos Sarmiento de Mendoza, nacida en el Castillo de Sabiote y fallecida en Sessa Aurunca (Italia). Casada en Madrid, La Almudena, el 6 de febrero de 1539 con Gonzalo Fernández de Córdoba y Fernández de Córdoba, I Duque de Baena, III de Terranova y Sessa, V conde de Cabra, Vizconde de Iznajar, Gobernador de Milán y del Consejo de Estado, sin sucesión.

| Predecesor: Jean Lallemand     | Secretario del Consejo de Estado 1529-1547 | Sucesor: Juan Vázquez de Molina |
| Predecesor: Lope de Conchillos | Secretario del Consejo de Indias 1519-1539 | Sucesor: Juan de Samano         |